# Parastasia bigibbosa
Parastasia bigibbosa är en skalbaggsart som beskrevs av Anton Franz Nonfried 1891. Parastasia bigibbosa ingår i släktet Parastasia och familjen Rutelidae. Inga underarter finns listade i Catalogue of Life.